# Conopophila rufogularis
El mielero golirrufo o pájaro azúcar de garganta roja (Conopophila rufogularis) es una especie de ave paseriforme de la familia Meliphagidae endémica de Australia.

## Descripción
Los adultos miden entre 11 y 14,5 cm de largo, los machos pesan entre 8,5 y 13,9 g y las hembras entre 8,2 y 13 gramos. Tiene la cabeza y el dorso de color marrón grisáceo y las alas y la cola marrón oscuro, con las primarias, secundarias y la mitad basal de las plumas de la cola amarillas. La garganta es de color marrón rojizo con los lados de la cabeza, el pecho, el vientre y los flancos blanquecinos. El pico y las patas son de color marrón púrpura oscuro.

## Distribución
Se distribuye en el norte de Australia, desde Eighty Mile Beach en el noroeste de Australia Occidental, a través de la parte norte del Territorio del Norte, hasta parque nacional Conway en el noreste de Queensland (aunque está ausente en el norte de la península del Cabo York).